# Sabal bermudana
Sabal bermudana, auch Bermuda-Palmetto genannt, ist eine Pflanzenart aus der Gattung Sabal innerhalb der Palmengewächse (Arecaceae). Sie kommt nur auf den Bermudas vor. Sie gilt als gefährdet, da sie in ihrer Heimat von der invasiven Livistona-Palme aus ihrem Habitat verdrängt wird.

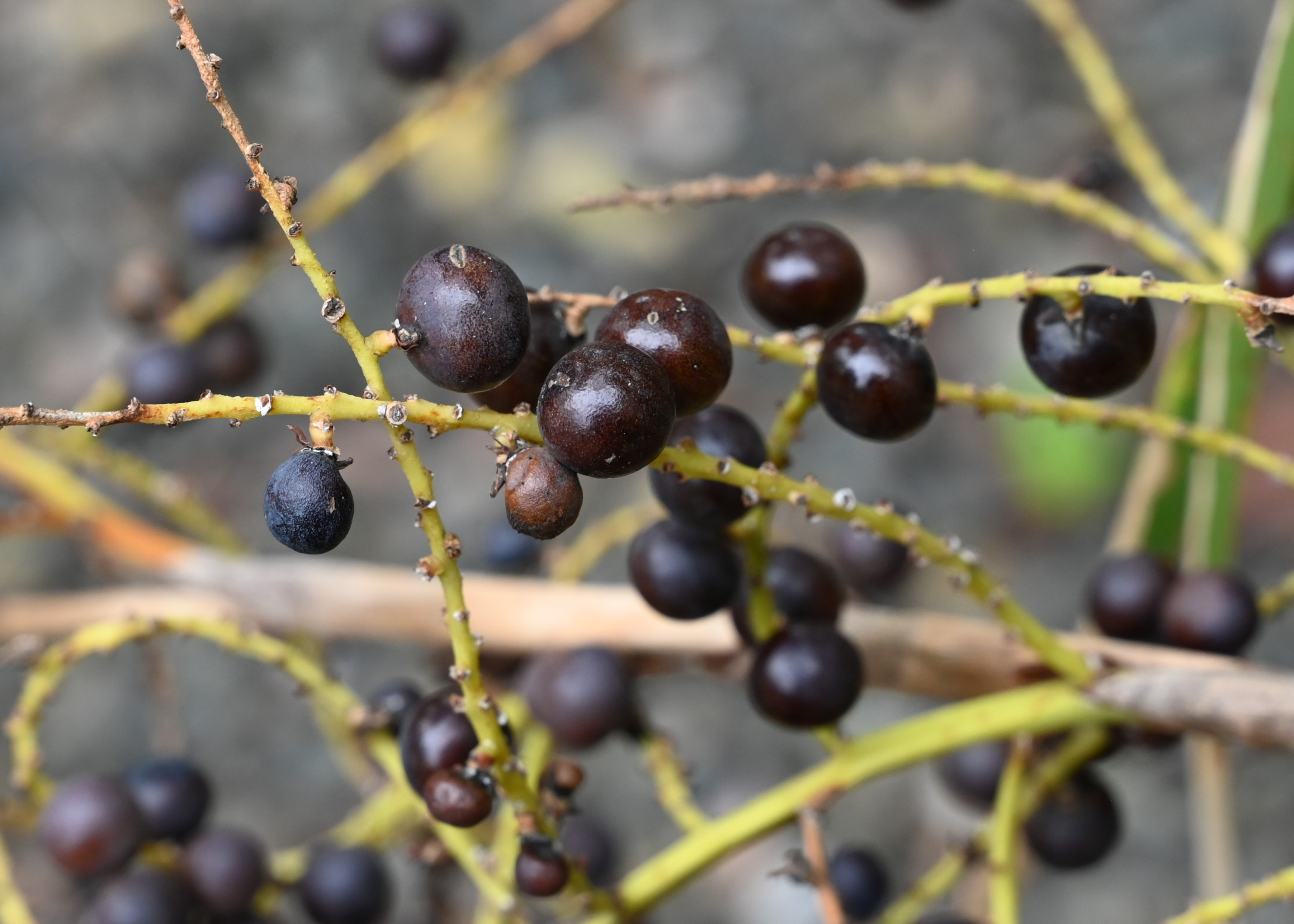
Früchte

## Beschreibung

### Vegetative Merkmale
Sabal bermudana wächst als Palme und erreicht Wuchshöhen von 25 bis 30 Metern, bei einem maximalen Stammumfang von bis zu 55 Zentimetern. Diese Fächerpalme besitzt Wedeln, die bis zu 2 Meter lang sind. Jeder Wedel besteht aus 45 bis 60 Fächer-Blättchen, die bis zu 75 Zentimeter lang sind.

### Generative Merkmale
Zwischen den Blättern entwickeln sich rispige Blütenstände, die weiß-gelb und bis zu 2,5 Meter lang sind. Die etwa 1 Zentimeter lange, dunkel-braune bis schwarze Steinfrucht enthält jeweils einen Samen.

## Vorkommen
Es ist ein Endemit der Bermuda-Inseln. Sabal bermudana ist auf den Inseln unter dem Winde ein Neophyt. Sabal bermudana verträgt kurze Frostperioden von bis zu −14 °C und ist sehr salztolerant.

## Taxonomie
Sabal bermudana wurde 1934 von Liberty Hyde Bailey in Gentes Herbarum; Occasional Papers on the Kinds of Plants Band 3 Teil 6, Seite 326 erstbeschrieben. Ein Synonym ist Sabal beccariana L.H.Bailey.

## Nutzung
Der Pflanzensaft der Art wurde früher zur Produktion von „Bibby“, einem alkoholischen Getränk, verwendet. Im 17. Jahrhundert nutzte man die Wedel, um Dächer daraus zu machen.